# Bifana
Bifana – portugalska kanapka z wieprzowiną.
Kanapka składa się z bułki papo seco i portugalskiego odpowiednika kotleta schabowego. Mięso na kotlet mocno się rozbija i zanurza w marynacie przygotowanej z wina, octu winnego, czosnku i liści laurowych. Marynowane porcje odstawia się do skruszenia w lodówce na minimum dwie godziny. Kotlety smaży się krótko na patelni na dowolnym tłuszczu, przy czym najlepiej nadaje się do tego świeży smalec ze skwarkami. W drugim etapie dolewa się marynatę i dusi całość pod przykryciem do miękkości. Gotowe mięso wkłada się do bułek nasmarowanych uprzednio ząbkiem czosnku i podgrzanych kilka minut w piekarniku.
Potrawa jest serwowana na gorąco, najczęściej z oliwkami, musztardą i sosem pomidorowym.

## Galeria

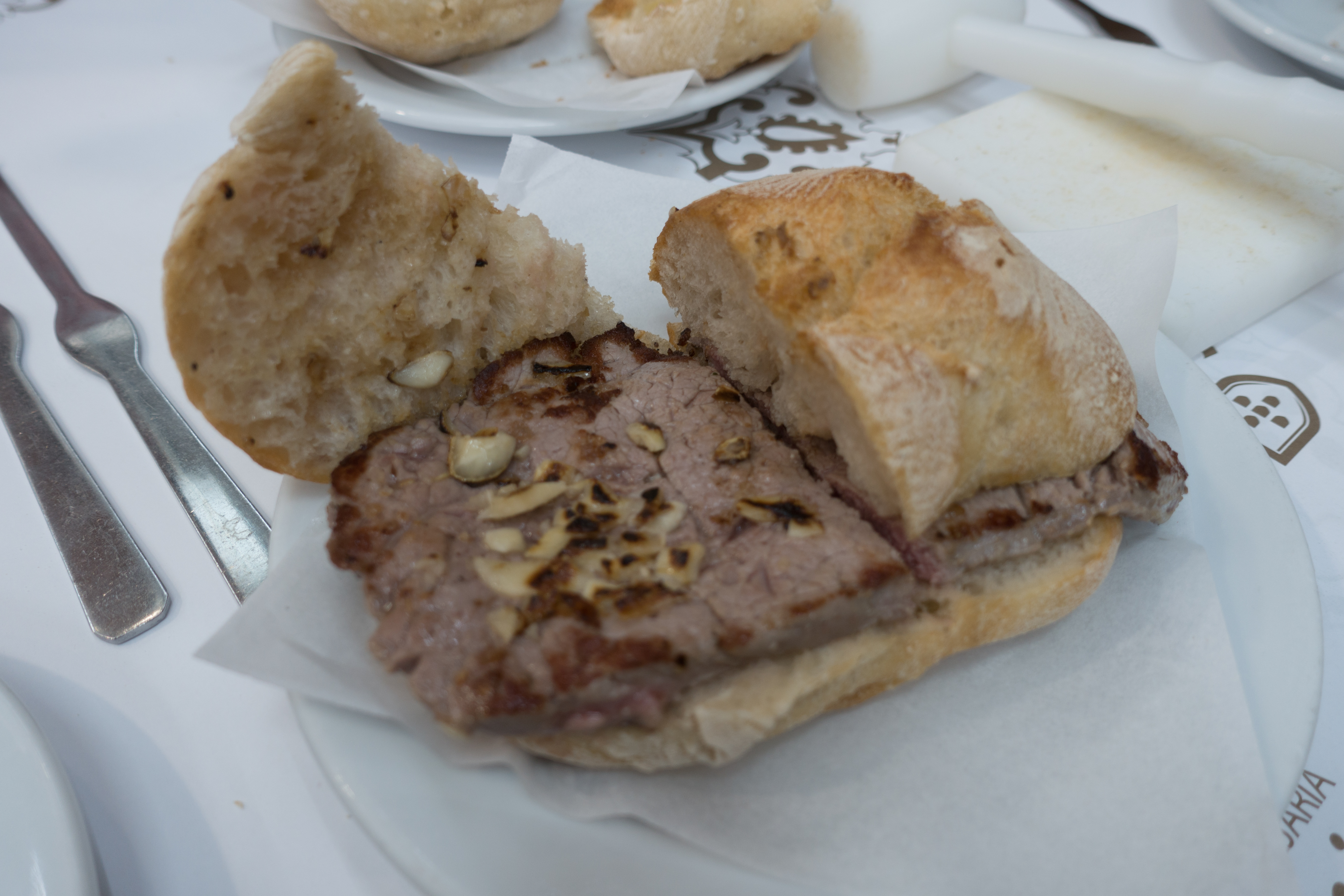
Wnętrze bułki
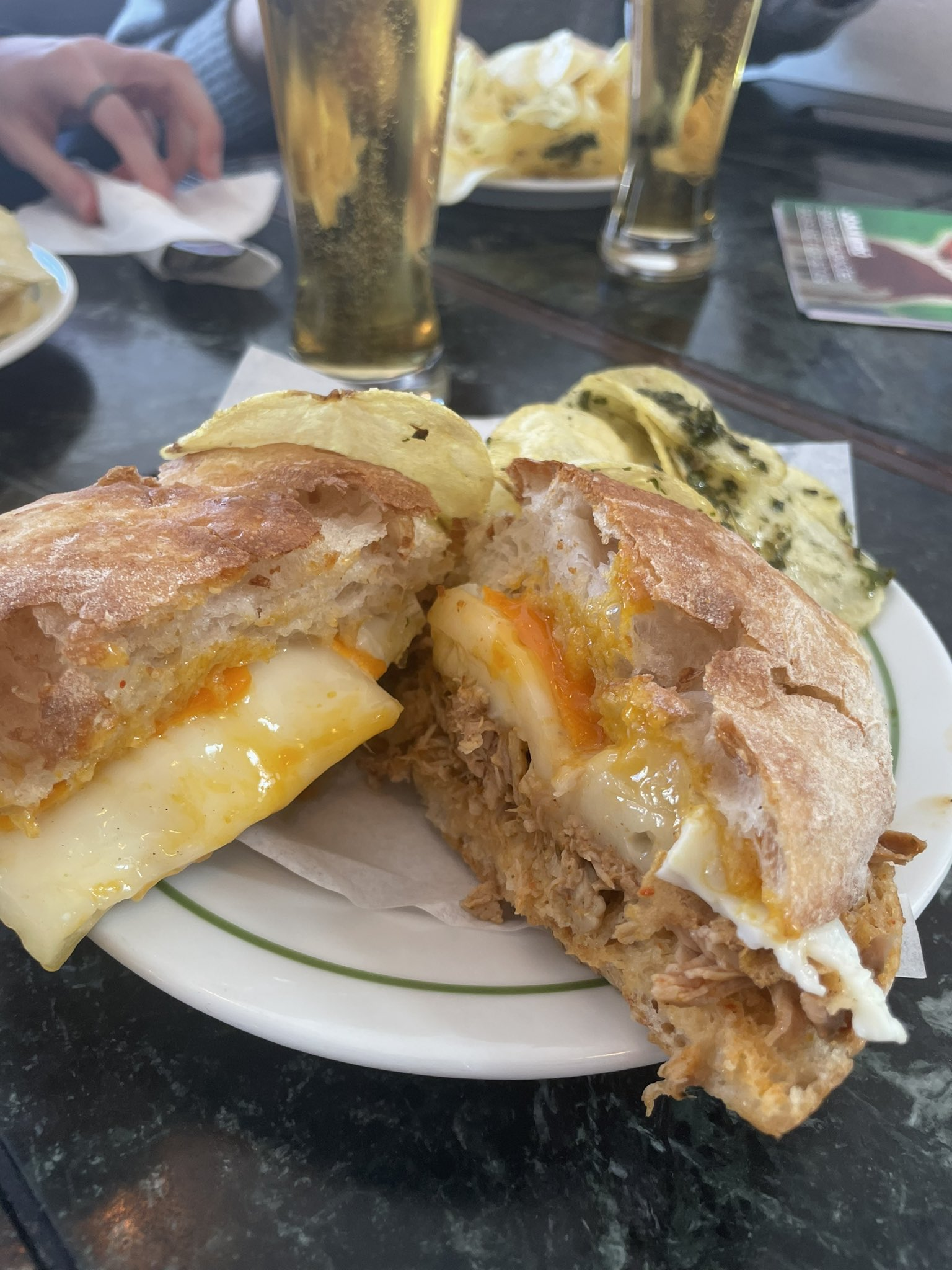
Bifana w Porto (z jajkiem)